# Godalming
Godalming est une ville de 21 000 habitants et une paroisse civile d'Angleterre, dans le district de Waverley, dans le Surrey. Elle est située sur les rives de la Wey et est une localité prospère de l'aire urbaine de Londres.
Le paysage est très sablonneux et élevé dans le sud, très rongé par de grands domaines, certains avec des chevaux et des jardins selon Gertrude Jekyll, éminente représentante du mouvement des jardins naturels. Au nord, le gravier et les alluvions du moulin de la ville sont évidents. L'église est une belle structure médiévale massive. Une grande école privée, de renommée considérable, se trouve sur une falaise au nord. L'une des maisons voisines est une rare collaboration entre l'architecte polyvalent Lutyens et la paysagiste Jekyll, dont l'influence sur le paysage est particulièrement prononcée dans la partie sud-ouest du Surrey. Le mouvement Arts and Crafts a inspiré des dizaines de maisons de la ville et de ses environs. Dans ces endroits, il est parfois mêlé à l'Art Moderne,  plus parisien.
La gare bénéficie du statut d'arrêt principal entre Londres et Portsmouth, elle-même une antenne axiale. Il y a un théâtre et de nombreuses liaisons de transport vers Guildford, par presque tous les moyens.

## Histoire
Godalming était une ville de marché de première importance, reconnue par l'octroi de droits au Moyen Âge. Les divers moulins et forges du fer variées étaient des industries locales majeures. La fabrication du verre se pratiquait également, ainsi que la production de charbon.
La commune a accueilli en 1872 Charterhouse School, une public school de Londres fondée au XVIIe siècle. La plupart des membres du groupe Genesis y ont étudié au milieu des années 1960.
La plupart des façades du centre de la ville datent du XVIe au XVIIIe siècle.
Le chemin de fer a été entièrement construit et finalisé à Portsmouth avant les années 1860.

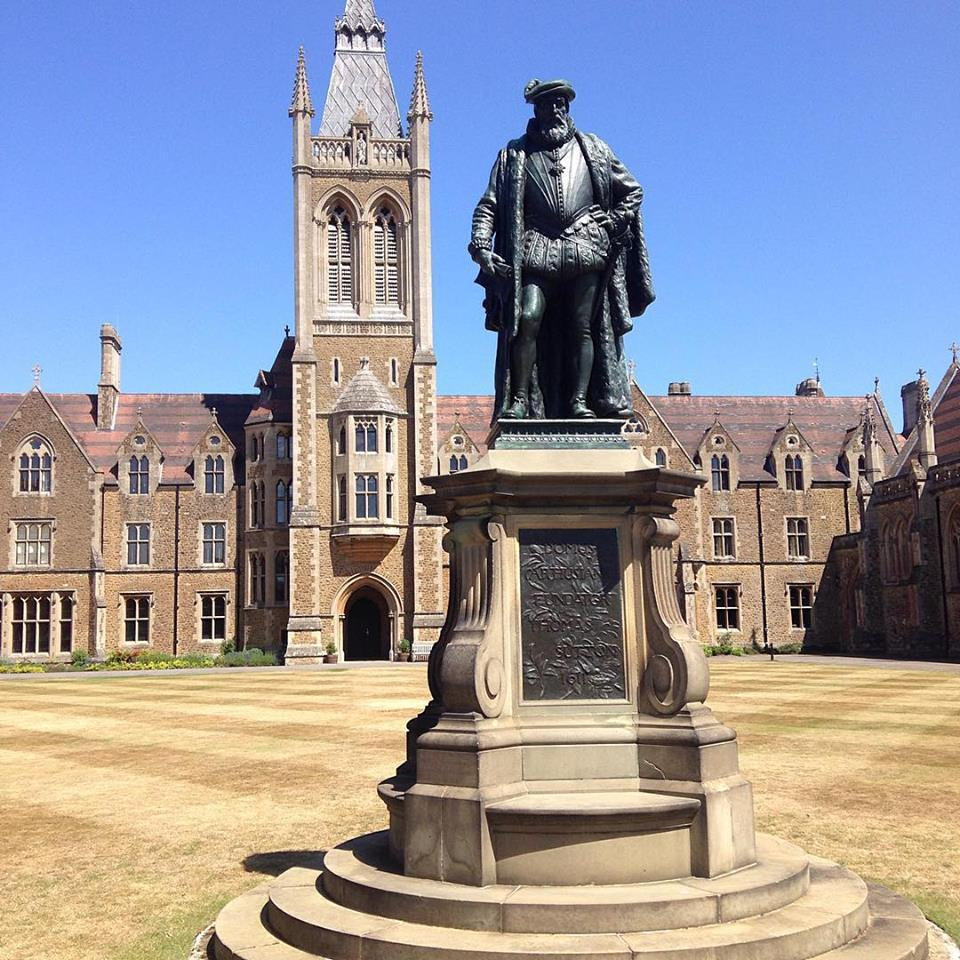
Statue de Thomas Sutton, fondateur de Charterhouse School.

## Personnalités liées
- Elspeth Beard, architecte et motarde
- Jeremy Hunt, homme politique
- Mick Mills, footballeur
- Jack Phillips, télégraphiste du RMS Titanic
- Aldous Huxley, écrivain et philosophe
- Mary Toft, au cœur d'un canular au XVIIIe siècle
- Kate Parminter est fait baronne de la ville en 2010
- Lancelot Ware, cofondateur de Mensa.